# Даценко Василь Андрійович
Даценко Василь Андрійович (нар. 11 квітня 1841, Севастополь — пом. 2 січня 1901, Миколаїв) — миколаївський міський голова (1884—1888, 1893—1901), голова дирекції Миколаївської громадської бібліотеки (1892—1901), громадський діяч, журналіст, мемуарист, видавець газети «Николаевский листок объявлений».

## Життєпис
Народився у родині спадкового почесного громадянина Таврійської губернії. Дитинство провів у Севастополі. Отримав домашню освіту. У дванадцять років розпочав службу юнгою на фрегаті «Кагул» Чорноморського флоту, на якому безперервно ходив з батьком — комісаром 30-го флотського екіпажу.
На «Кагулі» брав участь у Сінопській битві 18 вересня 1853 року. У 1854—1855 роках обороняв Севастополь, де був поранений в голову уламком снаряда. Після одужання, здобув профільну освіту у пансіоні в Миколаєві. З 1858 року продовжив службу прапорщиком на флоті в корпусі інженерів-механіків.

### Миколаївський період
У 1871 році Даценко переїхав до Миколаєва, де служив в гідрографічній частині воєнного порту. Йому було доручено будівництво Великофонтанського маяка в Одесі та його подальша електрифікація. Даценко не тільки ніс берегову службу, а й водночас був завідуючим підготовчими класами Миколаївського морського юнкерського училища, де викладав математичні науки.
У 1880 році обраний гласним міського зібрання. У 1883 році в званні штабс-капітана закінчив службу і присвятив себе громадській діяльності.
У 1884 році зайняв посаду міського голови, але через чотири роки склав повноваження, залишившись працювати в міській управі. У 1892 році призначений з титулярного радника в колезького асесора, а в 1900 році — надвірним радником.
У 1893 році В. А. Даценка одноголосно було обрано міським головою. За часи свого головування багато уваги приділяв благоустрою та розвитку Миколаєва. За його правління була утворена Друга жіноча гімназія, відкрито залізничне середньотехнічне училище та паралельні класи при Олександрівському реальному училищі, Маріїнській гімназії, затверджено статут торгової школи.
Ініціював заснування міського кредитного товариства. Були побудовані міські казарми для військових частин, що звільнило городян від квартирного податку, міський притулок для людей похилого віку, дітей-сиріт та будівлі для міської лікарні, де було відкрито інфекційне відділення. Також була затверджена міська санітарно-епідеміологічна служба. В короткий термін було проведено телефонний зв'язок та побудована міська кінна залізнична дорога (конка) — перший громадський транспорт. Розроблений та затверджений новий генеральний план Миколаєва, проєкти освітлення та водопостачання.
Даценко був почесним членом Російського товариства охорони народного здоров'я, членом Ради опікунів реального училища та головою опікунської ради міських жіночих гімназій.
У 1892—1901 роках очолював Дирекцію громадської бібліотеки. За його сприяння для книгозбірні було збудоване нове приміщення по вулиці Різдвяній, 6 (зараз у цьому будинку знаходиться міський Палац урочистих подій), відкрите перше відділення бібліотеки, отриманий дозвіл на проведення публічних лекцій тощо.
Крім того, В. А. Даценко любив журналістику та писав статті з різних галузей знань. За життя він видав декілька книг з техніки, а також підручник «Арифметика» для середніх навчальних закладів, що був схвалений комітетом Міністерства народної освіти. За його ініціативи у місті була заснована газета «Николаевский листок объявлений», що з часом була перейменована в газету «Южанин». У двох номерах журналу «Вестник всемирной истории» за 1900 рік були опубліковані його мемуари під назвою «Дети — защитники Севастополя». Вперше в Російській імперії документально було розкрито тему участі дітей у воєнних діях.
У різні роки Даценко був нагороджений орденами Святого Станіслава II-го та III-го ступеня, Святої Анни III-го ступеня, Святого Володимира IV-го ступеня, срібною медаллю «За захист Севастополя», бронзовою медаллю «У пам'ять війни 1853—1856» тощо.
Помер 2 січня 1901 року від раку печінки. Згідно заповіту був похований поруч з могилою батька в Севастополі.

## Нагороди
- Орден Святого Станіслава II і III ступенів;
- Орден Святої Анни III ступеня;
- Орден Святого Володимира IV ступеня;
- Срібна медаль «За захист Севастополя»;
- Бронзова медаль «У пам'ять війни 1853—1856».